# Musoir
Ne doit pas être confondu avec Musoir (géographie).

Un musoir désigne la pointe extrême d'une jetée ou d'un môle, généralement arrondie ; se dit aussi de l'extrémité d'un quai à l'entrée d'un bassin ou d'un sas.

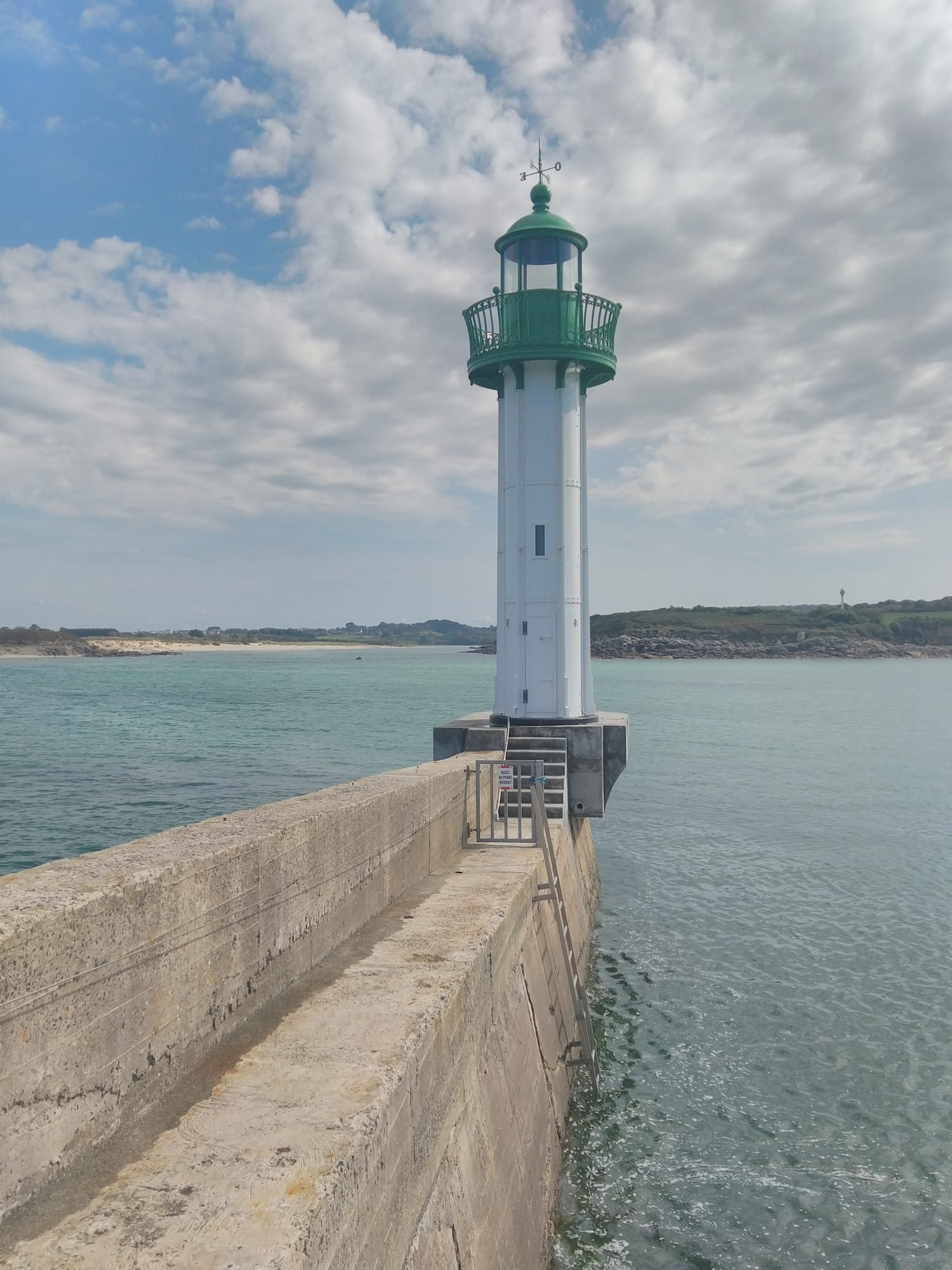
Phare de Moguériec, rénové et réinstallé sur le nouveau musoir (septembre 2023)
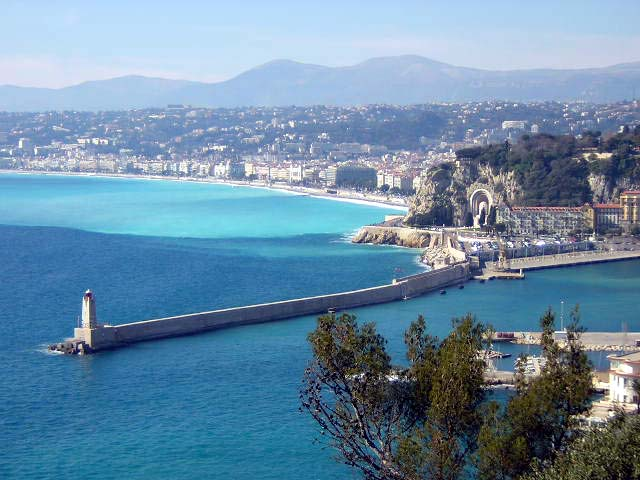
Phare de Nice érigé sur le musoir du môle.

Dans le domaine de la construction et de la sécurité routières, un musoir est la pointe du triangle formé entre deux voies divergentes à l'endroit où celles-ci se séparent. Une telle divergence est signalée, surtout sur les autoroutes, par une balise de musoir.

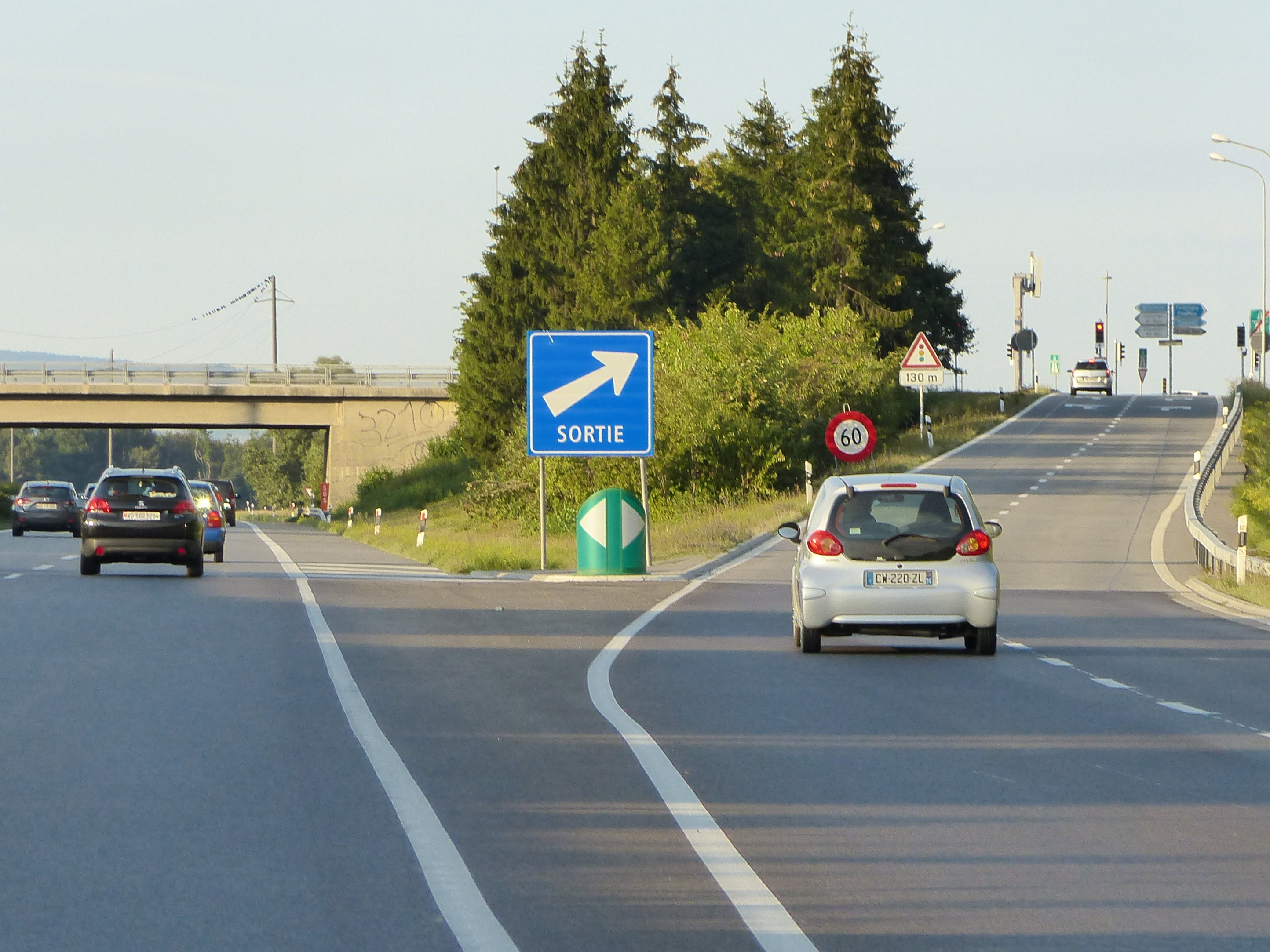
Musoir de sortie d'autoroute, ici en vert avec deux flèches.

## Pour approfondir